# Kanton Decazeville
Kanton Decazeville (francouzsky Canton de Decazeville) je francouzský kanton v departementu Aveyron v regionu Midi-Pyrénées. Tvoří ho sedm obcí.

## Obce kantonu
- Almont-les-Junies
- Boisse-Penchot
- Decazeville
- Flagnac
- Livinhac-le-Haut
- Saint-Parthem
- Saint-Santin